# لغة الترميز لوكالة داربا
لغة الترميز داربا أو DARPA Agent Markup Language (DAML) هو اسم لبرنامج تمويل أمريكي في وكالة مشاريع البحوث المتطورة الدفاعية الأمريكية (DARPA) بدأ هذا البرنامج في عام 1999 من قبل مدير البرنامج حينها جيمس هندلر، ثم أداره لاحقًا موراي بيرك ومارك جريفز ومايكل باجلز. ركز البرنامج على إنشاء تمثيلات (رموز) يمكن قراءتها آليًا على شبكة الإنترنت.
ساعد تيم بيرنرز لي (وهو أحد المحققين العاملين على هذا البرنامج) من خلال عمله مع مدراء البرنامج وغيرهم من القائمين على البرنامج، حيث ساعد على بلورة الجهود لإنشاء تقنيات وتقديمها بشكلها الحالي المسماة بالويب الدلالي، مما أدى بدوره إلى نمو تقنية الرسم البياني المعرفي.
كانت النتيجة الرئيسة لبرنامج DAML هي لغة DAML، وهي لغة ترميز للوكالة وتعتمد على RDF (إطار توصيف الموارد). نتج عن هذه اللغة امتداد لها بعنوان DAML + OIL والذي قام عليها باحثين آخرين ليسو ممن صمم برنامج DARPA. في تقديم للغة DAML + OIL، عام 2002، إلى اتحاد شبكة الويب العالمية (W3C) ذكر العمل الذي قام به القائمين على DAML واللجنة المشتركة المخصصة للاتحاد الأوروبي والولايات المتحدة حول لغات الترميز. كان هذا العرض نقطة البداية للغة OWL التي سيتم تطويرها بواسطة مجموعة عمل WebOnt التابعة لـ W3C على شبكة الإنترنت.
كانت DAML + OIL عبارة عن صيغة متعددة الطبقات معتمدة على RDF وXML، التي يمكن استخدامها لوصف مجموعات من الحقائق التي تشكل الأنطولوجيا.
تعود جذور DAML + OIL إلى ثلاث لغات رئيسية
1) DAML، كما هو موضح أعلاه.
2) OIL: لغة الاستدلال الآنطولوجي.
3) SHOE، وهو مشروع بحثي أمريكي سابق.
أحد الابتكارات الرئيسة للغات هو استخدام RDF و XML كأساس، واستخدام مجالات التسمية للـRDF للتنظيم والمساعدة في دمج العديد من الأنطولوجيات المختلفة وغير المتوافقة بشكل عشوائي.
يمكن للإنطولوجيات المفصلية ربط هذه الأنطولوجيات المتنافسة من خلال تدوين مجموعات فرعية مماثلة في وجهة نظر محايدة، كما هو الامر في ويكيبيديا.
تقود أبحاث الأنطولوجيا الحالية المبنية بشكل جزئي على DAML إلى التعبير عن الأنطولوجيا وقواعد الاستدلال والعمل.
حالياً تم دمج الكثير من العمل في DAML في إنشاء مخطط RDF و OWL وتصميم اللغات والتقنيات اللاحقة بما في ذلك schema.org

## روابط خارجية
- حول DAML
- مجموعة عمل W3C Web Ontology (WebOnt) (OWL) (مغلقة)
- طلب التقديم إلى اتحاد شبكة الويب العالمية: DAML + OIL Web Ontology Language